# 萨克森德
萨克森德，是匈牙利科马罗姆-埃斯泰尔戈姆州所辖的一个村。总面积35.93平方公里，总人口1537，人口密度42.8人/平方公里（2011年1月1日）。